# Berit Berthelsen
Berit Berthelsen (Nittedal, Akershus, 25 de abril de 1944 - Gjettum, 13 de febrero de 2022) fue una atleta noruega especializada en la prueba de salto de longitud, en la que consiguió ser medallista de bronce europea en 1969.

## Carrera deportiva
En el Campeonato Europeo de Atletismo de 1969 ganó la medalla de bronce en el salto de longitud, con un salto de 6.44 metros, siendo superada por la polaca Mirosława Sarna (oro con 6.49 m) y la rumana Viorica Viscopoleanu (plata con 6.45 m).
Su récord de longitud de 6,56 m, conseguido en 1968 se mantuvo durante más de cuarenta años.
Durante los Juegos Olímpicos de México (1968) fue la primera mujer abanderada de Noruega en unos Juegos Olímpicos de verano. Durante su carrera, Berthelsen compitió para los clubes Hakadal IL de Nittedal e IL Tyrving de Bærum. Ocupó varios puestos en el atletismo noruego después de su carrera activa, incluso como entrenadora del equipo nacional femenino.
Falleció en el hospital Bærum durante la noche del 13 de febrero de 2022.